# Редлайнінг

Карта «житлової безпеки» Філадельфії, класифікація різних районів за оцінками ризикованості іпотечних кредитів від Корпорації позик домовласникам (Home Owners' Loan Corporation), 1937.

Редлайнінг (редлайнинг, англ. redlining; з англ. red line — червона лінія, лінія розмежування) — це систематична відмова в різних послугах федеральними урядовими органами у Сполучених Штатах Америки та Канаді, органами місцевого самоврядування чи приватним сектором або безпосередньо, або шляхом вибіркового підвищення цін. Це часто проявлялось через встановлені суворі критерії щодо певних товарів, що часто ставало перешкодою для бідних верств населення та расових і етнічних меншин.
До Закону про справедливе житло 1968 року у США (англ. Fair Housing Act of 1968) не існувало конкретних законів, які б захищали меншини від дискримінаційних практик, таких як редлайнінг. Тому підприємства мали змогу використовувати ці групи для збільшення свого прибутку. Іпотечні компанії використовували перепланування в житловій галузі, щоб упередити меншини від отримання житлових позик. Це безпосередньо сприяло просторовій ізоляції громад меншин, оскільки їм відмовляли у позиці для виїзду з району, а також відмовляли у фінансуванні своїх будинків.
Райони з високою часткою меншин з більшою імовірністю відмежовані редлайнінгом, ніж інші квартали зі схожими доходами домогосподарств, віком та типом житла та іншими ознаками ризику, але різним расовим складом. Яскравий приклад редлайнінгу відбувся в Детройті, штат Мічиган, після Другої світової війни. Карти Детройта протягом цього періоду чітко показують, що чорні квартали були відокремлені від інших білих або заможніших громад. Оскільки місто швидко переросло в індустріальну та автомобільну імперії, деякі темношкірі мешканці хотіли виїхати зі своїх переповнених міських кварталів. Ці будинки часто перебували в аварійному стані і потребували великої та дорогої реставрації. Без позики на житло вони не мали фінансів на те, щоб виїхати.
Хоча найвідоміші приклади редлайнінгу включають відмову у фінансових послугах, таких як банківські послуги чи страхування, є випадки відмови у доступі до інших послуг, таких як охорона здоров'я або навіть супермаркети. Роздрібні підприємства, такі як супермаркети, деколи цілеспрямовано розміщують магазини недоцільно далеко від зачеплених мешканців, що призводить до редлайнінгу. Зворотній редлайнінг відбувається, коли позикодавець або страховик знаходить споживачів з меншин у районі, що не є відмежованим, щоб стягувати з них більше, ніж платять їхні білі клієнти.

## Цитати
1. ↑  Gross, Terry. A 'Forgotten History' of How the U.S. Government Segregated America. Fresh Air (англ.). NPR. Процитовано 31 березня 2019.
2. ↑  Harris, Richard; Forrester, Doris (2 липня 2016). The Suburban Origins of Redlining: A Canadian Case Study, 1935–54. Urban Studies. 40 (13): 2661—2686. doi:10.1080/0042098032000146830.
3. ↑  Hillier, Amy E. (1 травня 2003). Redlining and the Home Owners' Loan Corporation. Journal of Urban History (англ.). 29 (4): 394—420. doi:10.1177/0096144203029004002. ISSN 0096-1442. Процитовано 19 листопада 2020.
4. ↑  Sugrue, Thomas J. (2014). Origins of the urban crisis : race and inequality in postwar Detroit. New Jersey. ISBN 9780691162553.
5. ↑  Caves, R. W. (2004). Encyclopedia of the City. Routledge. с. 560. ISBN 9780415252256.
6. ↑  Sugrue, Thomas J., 1962-. Origins of the urban crisis : race and inequality in postwar Detroit. New Jersey. ISBN 978-1-4008-5121-8. OCLC 878919151.
7. ↑  Zenou, Yves; Boccard, Nicolas (September 2000). Racial Discrimination and Redlining in Cities. Journal of Urban Economics. 48 (2): 260—285. doi:10.1006/juec.1999.2166.
8. ↑  Eisenhauer, Elizabeth (2001). In poor health: Supermarket redlining and urban nutrition. GeoJournal. 53 (2): 125—133. doi:10.1023/A:1015772503007.
9. ↑  How East New York Became a Ghetto by Walter Thabit. ISBN 0-8147-8267-1. Page 42.
10. ↑  Ehrenreich, Barbara; Muhammad, Dedrick (13 вересня 2009). The Recession's Racial Divide. The New York Times.
11. ↑  Powell, Michael (7 червня 2009). Bank Accused of Pushing Mortgage Deals on Blacks. The New York Times.

## Подальше читання та зовнішні посилання

### Книги
- Greenwald, Carol S. (1980). Banks Are Dangerous to Your Wealth. Prentice-Hall.
- Rothstein, Richard (May 2017). The Color of Law: A Forgotten History of How Our Government Segregated America (вид. 1st). Liveright. ISBN 9781631492860.
- Gale Force: The Battles for Disclosure and Community Reinvestment (вид. 2nd). Harvard Book Store. 2011. ISBN 978-0-615-44901-2.
- Wise, Richard W. (2019). Redlined: A Novel of Boston. New York: Adelaide Books. ISBN 978-1950437245.

### Статті та вебсайти
- Dedman, Bill. The Color of Money. powerreporting.com/color.
- Egan, Matt (12 січня 2018). Trump may weaken 'outdated' rules that force banks to lend to the poor. CNNMoney.
- Fair Housing Equal Opportunity. HUD.gov. Архів оригіналу за 2 квітня 2012. Learn more about housing discrimination.
- File a housing discrimination complaint. HUD.gov. Архів оригіналу за 5 жовтня 2013.
- Hillier, Amy. Redlining in Philadelphia. UPenn.edu. Архів оригіналу за 14 червня 2017.
- HOLC Maps for several U.S. cities. UrbanOasis.org. Архів оригіналу за 31 березня 2015. Процитовано 1 серпня 2012.
- Intro. Redlining, and Neighborhood Appraisals in Philadelphia. UPenn.edu. Архів оригіналу за 28 вересня 2011.
- Mapping Inequality: Redlining in New Deal America. Richmond.edu.
- Crossney, Kristen B.; Bartelt, David W. (16 травня 2013). Residential Security, Risk, and Race: The Home Owners' Loan Corporation and Mortgage Access in Two Cities. Urban Geography. 26 (8): 707—736. doi:10.2747/0272-3638.26.8.707.
- Roundtable on Redlining in Minneapolis. UMN.edu. Архів оригіналу за 11 грудня 2012.

### Уроки
- Вулф-Рокка, Урсула. «Як червоні лінії створювали біле багатство: урок про сегрегацію житла у 20 столітті» . Проект освіти «Zinn».